# 3・3・SUNフリーきっぷ
3・3・SUNフリーきっぷ（さん・さん・さんふりーきっぷ）は、名古屋鉄道（名鉄）・近畿日本鉄道（近鉄）・南海電気鉄道（南海）の3鉄道事業者が販売していた全線乗車券（周遊券の一種）である。類似のワイド3・3・SUNフリーきっぷについても本項目で記す。1997年の発売以来、鉄道ファンを始めとする多くの人に親しまれてきたが、2006年の夏季を持って発売を終了した。しかし、2025年に3・3・SUNデジタルフリーきっぷの名称でスマホによるクレカ決済専用のデジタルきっぷとして復活することになった。
名称の由来は3社の「3」、3日間の「3」と、最初に発売された時期である夏の太陽をイメージした「SUN」の合成である。
愛知県・岐阜県・三重県・奈良県・大阪府・京都府・和歌山県をカバーした。

## 切符の概要（デジタル時代）
- 利用できるエリアは紙時代より変更になっている。
  - 近鉄：全線（ケーブルカーを含む、ロープウェイを除く）
  - 南海：全線（ケーブルカーを含む、南海多奈川線・南海高野線：汐見橋駅～岸里玉出駅間、下古沢駅～極楽橋駅間を除く。）
  - 名鉄：中部国際空港駅、名鉄名古屋駅、金山駅、東岡崎駅、神宮前駅、国府宮駅、名鉄一宮駅、新木曽川駅、笠松駅、名鉄岐阜駅、犬山駅、知多半田駅、西尾駅の計13駅のみ乗降可能でそれ以外は乗降不可。
- 料金は大人用3日間が8,200円、2日間用が6,200円。子供用はない。
- 有効期間は乗車開始日から3日間用は連続3日間で、2日間用は連続2日間である。
- 販売個所は専用サイトのみで駅窓口では販売しない。
- 決済はクレジットカードのみで現金での購入は一切できない。
- 利用にはスマートフォンが必要である。

## 切符の概要（紙時代）
- これ1枚で大阪・名古屋間を周遊できることや、南海・近鉄・名鉄の鉄軌道線全線（葛城索道線を除く）が、連続乗り放題となる。
- 料金は中学生以上が5,000円、小学生が2,500円。
- 有効期間は乗車開始日から連続3日間で、切符に印刷されているカレンダーの日付（使用する連続した3日分）に利用者がボールペン等（鉛筆・シャープペンシルなど消しゴム等で消せる筆記具は不可）で○印をつける。乗車時に駅係員にゴム印（日付入り）を押してもらう。　ただし、乗車駅が無人駅・係員不在の場合は降車駅（有人駅）または車掌に申し出る。自動改札機設置駅ではインターホンにて知らせるようになっている。
- 本切符は磁気券ではないため自動改札機では使用できない。
- 有料特急列車・特別車・特別車両・座席指定席車を利用する場合は、本切符とは別に、特急券・特別車両券・座席指定券を購入する必要がある。ただし、名鉄とJR東海高山本線を直通するディーゼル特急「北アルプス」には名鉄線内のみの利用であっても乗車できない（別途普通乗車券が必要）。
- 指定された沿線施設（遊園地・ホテルなど）で使用できる優待割引券が16枚ついてくる。
- 払い戻しは、未使用の場合（○印を記入してある場合はその前日まで）に限り、発売額から払い戻し手数料（500円）を差し引いて発行箇所で取扱う。

## ワイド3・3・SUNフリーきっぷ
「ワイド3・3・SUNフリーきっぷ」は、上記3社鉄軌道線のほか、各グループ会社の交通機関・3社沿線付近の交通機関の鉄道・軌道・バス・船舶など24社が連続3日間乗り放題となる。北は岐阜バスの道の駅桜の郷 荘川、東は豊橋鉄道バスの二川駅前、南は奈良交通の新宮駅、西は南海フェリーにも乗船できたので和歌山港から四国の徳島港まで行くことができた。
なお、2006年7月1日からの発売のものは、ワイド3・3・SUNフリーきっぷは発売はされない。
発売されていた時の料金は中学生以上が6,000円、小学生が3,000円だった。

### ワイド版が利用可能な交通機関（2005年版）
| 名鉄 | 近鉄 | 南海 |
| --- | --- | --- |
| - 名鉄バス - 豊橋鉄道（電車・バス） - 岐阜バス - 知多バス - 名鉄東部観光バス - 名鉄海上観光船 - 桃花台新交通 | - 近鉄バス - 名阪近鉄バス - 三重交通バス - 奈良交通バス - エヌシーバス - 伊勢湾フェリー - 志摩マリンレジャー - 御在所ロープウェイ - 三岐鉄道（電車・バス） | - 南海バス - 和歌山バス - 和歌山バス那賀 - 南海りんかんバス - 阪堺電気軌道 - 南海フェリー - 南海ウイングバス金岡 - 南海ウイングバス南部 |

- なお、深夜バスを利用する場合は差額分を支払う必要があった。また、深夜急行バス、中部国際空港への連絡バス、高速バス、コミュニティバスなどは利用対象外となっていた。

## 歴史
- 3社共同企画による切符は、1994年に発売した「関空ジョイントきっぷ」に端を発する。この時からの縁がこの企画切符発売のきっかけとなった。

| 販売期間       | 販売期間      | 利用期間       | 利用期間      | その他 |
| -------------- | ------------- | -------------- | ------------- | --- |
| 1997年7月1日   | 9月13日       | 1997年7月19日  | 9月15日       | 3・3・SUNのみ |
| 1997年11月23日 | 1998年2月26日 | 1997年12月20日 | 1998年2月28日 | 3・3・SUNのみ |
| 1998年6月16日  | 9月28日       | 1998年7月1日   | 9月30日       | 3・3・SUNのみ |
| 1998年11月23日 | 1999年2月26日 | 1998年12月20日 | 2月28日       | 3・3・SUNのみ |
| 1999年6月16日  | 9月28日       | 1999年7月1日   | 9月30日       | この時よりワイド版追加 |
| 1999年11月23日 | 2000年2月27日 | 1999年12月23日 | 2000年2月29日 | |
| 2000年6月24日  | 10月8日       | 2000年7月1日   | 10月10日      | |
| 2000年11月23日 | 2001年2月26日 | 2000年12月29日 | 2001年2月28日 | |
| 2001年7月7日   | 10月29日      | 2001年7月7日   | 10月31日      | 2000年夏季は通常様式のきっぷ以外に、ミレニアム記念で2000部（大人のみ）限定で車両が飛び出る立体型様式のきっぷが発売された。 |
| 2001年11月23日 | 2002年2月26日 | 2001年12月29日 | 2002年2月28日 | |
| 2002年7月20日  | 2003年3月29日 | 2002年7月20日  | 2003年3月31日 | |
| 2003年7月15日  | 2004年3月29日 | 2003年7月19日  | 2004年3月31日 | |
| 2004年7月15日  | 2005年3月29日 | 2004年7月15日  | 2005年3月31日 | |
| 2005年3月30日  | 2006年3月29日 | 2005年3月30日  | 2006年3月31日 | 2006年3月29日ワイド版の発売を終了。2005年度は、愛知万博開催のため1年間となった。                                           |
| 2006年7月1日   | 8月29日       | 2006年7月1日   | 8月31日       | 3・3・SUNのみ販売。2006年8月29日 通常版の発売を終了。2006年8月31日 9年の歴史に幕を閉じた。                                 |
| 2025年4月7日   | 2026年3月31日 | 2025年4月7日   | 2026年4月29日 | 3・3・SUNデジタルのみ販売。2025年4月7日 デジタルの発売を開始。19年ぶり復活。                                               |

- この企画は1997年（平成9年）から行われている。当初は南海・近鉄・名鉄の3社のみだった。1999年（平成11年）からは鉄道3社に加えて、3社の各グループ会社の交通機関（ワイド版）が加わった。3社の各グループ会社の交通機関も順次拡大され、2005年度は24社となった。
- 当初は、利用可能期間が夏季と冬季限定だったが、順次拡大され、2005年度は、愛知万博開催のため1年間となった。

- ワイド版は2006年度春で廃止し、2006年度の夏季で3・3・SUNフリーきっぷの発売は終了。以降廃止することが決定された。しかし前述の通り2025年度にデジタルきっぷとして復活。ただし大阪・関西万博開催のため1年間となった。新たに2日間用が新設。